# Camp du Haut du Château
Le camp du Haut du Château est une ancienne fortification située à La Courbe, en France.

## Localisation
Le site est situé dans le département français de l'Orne, à La Courbe, à 1 km au sud-ouest de l'église paroissiale. Il occupe la partie la plus resserrée d’un méandre de l'Orne.

## Protection
Le camp du Haut du Château, y compris les talus et les fossés, à l'exclusion des bâtiments, est inscrit au titre des monuments historiques depuis le 5 mars 1987.